# Sandra Reemer
Sandra Reemer (født 17. oktober 1950 i Bandung, Indonesien, død 6. juni 2017) var en hollandsk sangerinde. Hun har deltaget i Eurovision Song Contest tre gange for Holland.
| Deltagelser i Eurovision Song Contest |         |                           |       |       |
| År                                    | Land    | Sang                      | Plads | Point |
| 1972                                  | Holland | Als het om de liefde gaat | 4     | 106   |
| 1976                                  | Holland | The Party's over          | 9     | 56    |
| 1979                                  | Holland | Colorado                  | 12    | 51    |